# Galagoer
Galagoer (Galagonidae), eller med ett gammalt namn öronmakier, är en familj i underordningen Strepsirrhini som tillhör ordningen primater. Det finns mellan 20 och 25 arter i tre släkten som lever i Afrika. Galagoer är jämförelsevis små, vistas främst i träd och är aktiva på natten.

## Kännetecken
De utmärkas genom sina stora, nakna och tunna öron som liknar öronen hos några fladdermöss och vilkas bakre rand kan rullas ihop. De har stora ögon, långa och smala fingrar och tår. De bakre lemmarna är förlängda genom förstoringen av två vristben (häl- och båtbenet). Från lemurerna skiljer sig galagoerna genom byggnaden av trumbenet, vilket överensstämmer närmare med de arter i underordningen Haplorhini. Nästan alla fingrar och tår har naglar med undantag av den andra tån som har en klo för pälsvårdnaden.
Pälsen är mjuk och ullig. Pälsens grundfärg är vanligen brun- eller gråaktig och undersidan är oftast ljusare.
Storleken varierar mellan 7 och 40 cm och därtill kommer en 11 till 50 centimeter lång svans. De största arterna finns i släktet Otolemur med en vikt mellan 0,6 och 2 kilogram. Alla andra arter väger bara mellan 50 och 400 gram. Svansen är alltid längre än bålen och hos vissa arter påfallande yvig. Tandformeln är I 2/2 C 1/1 P 3/3 M 3/3, alltså sammanlagt 36 tänder.

## Utbredning och habitat
Galagoerna har en vidsträckt spridning på den afrikanska kontinenten i området söder om Sahara. På Madagaskar saknas de. Utbredningsområdet sträcker sig från Senegal och Etiopien till norra Sydafrika. Habitatet utgörs av olika landskap med träd, bland annat regnskogar men även regioner som påminner om savann. Några arter vistas i människans närhet och lever i parker eller trädgårdskolonier.

## Levnadssätt
De lever i skogar och är bara aktiva om natten. Om dagen sover de hoprullade på ett undangömt ställe. De har olika sätt att röra på sig framåt. Några arter klättrar uppåt lodräta trädstammar eller hoppar från gren till gren, andra går främst på fyra ben och gör bara mindre skutt.
Dess sociala beteenden varierar mellan arterna och är inte riktig utforskade. Individerna letar ofta ensam efter föda men sover i gemensamma gömställen. Flera arter har ett revir och markerar territoriets gränser med urin. Hannar är oftast aggressiva mot artfränder av samma kön men reviret kan överlappas med honornas revir. Hannar som är för unga för att etablera ett eget revir lever ibland i mindre flockar. Vissa arter lever hela livet i mindre grupper.
På engelska kallas de ibland för bushbabies vad som syftar på deras läte som påminner om skrik från en nyfödd människa.

## Föda
De hithörande arterna skiljer sig betydligt angående födan. Några livnär sig på mindre ryggradsdjur eller insekter, andra äter huvudsakligen växter. Födans sammansättning varierar inte bara mellan arterna, utan även inom en art beroende på levnadsområde och årstid. Arter som främst äter frukter livnär sig av trädens vätskor när frukterna är omogna. Arter från släktet klogalagoer har speciella tänder för att göra hål i trädens bark och frukternas skal.

## Fortplantning
Honor kan para sig en eller två gånger per år och efter dräktigheten som varar i 110 till 140 dagar föds ett till tre ungdjur. Ofta skapar honan kort före födelsen en bo av blad som används under ungdjurets första veckor. Honor håller ungdjur även i munnen när de vandrar omkring. Efter två till fem månader sluter honan att ge di och ungdjuret är efter ett till två år könsmoget. Individer i fångenskap blev upp till 18 år gamla men i naturen uppskattas livslängden med omkring åtta år.

## Galagoer och människor
I vissa områden är galagoer talrika och inte lika hotade som andra afrikanska primater. De har bra förmåga att anpassa sig och lever även i öppna landskap. De hotas delvis av jakt. De flesta arterna räknas av IUCN som livskraftiga men det finns även arter som listas med starkt hotad eller akut hotad.
Den svenska serietidningen Galago har tagit sitt namn efter djurgruppen.

## Systematik

### Yttre systematik
Galagoernas närmaste släktingar hittas i familjen lorier (Lorisidae) och tillsammans bildar de delordningen Lorisiformes. Lorisiformes och delordningen Lemuriformes (bland annat lemurer, fingerdjur och vesslemakier) sammanfattas i underordningen Strepsirrhini. Galagoer har några kännetecken som även finns hos spökdjur, till exempel särskilt stora ögon och förlängda vristben, men dessa särdrag uppkom genom konvergent evolution och har ingen betydelse för släktskapet.

### Inre systematik

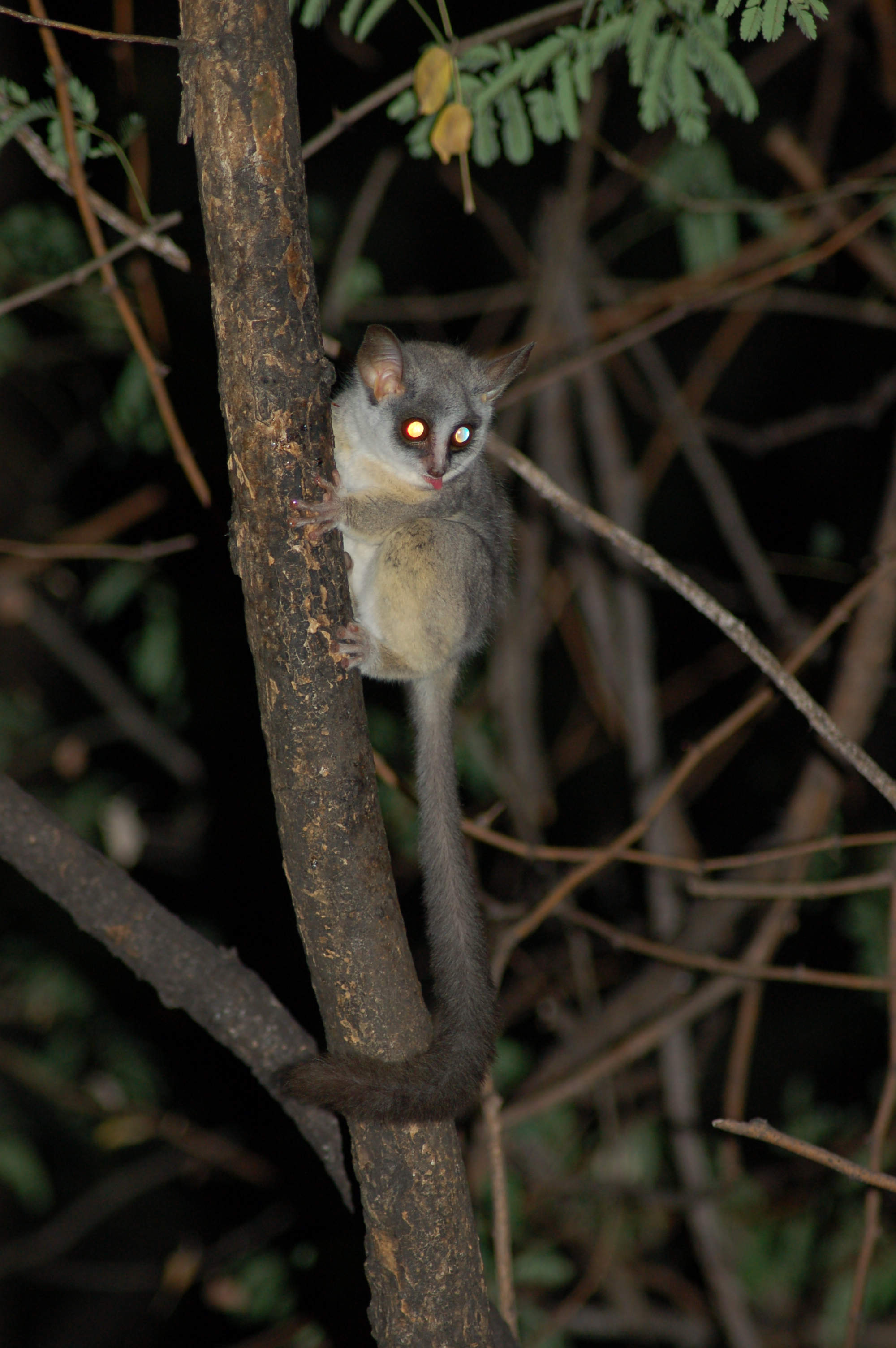
Individ från släktet Galago av okänd art

Familjens inre systematik är delvis omstridd. Det finns flera populationer med individer som skiljer sig enligt utseende men på grund av flera korsningar mellan dessa populationer är det oklart om de utgör självständiga arter.
Enligt den följande indelningen (Wilson & Reeder, 2005) består familjen av 3 släkten med tillsammans 19 arter, men det finns även andra uppfattningar.
- Galago, innefattar små och medelstora arter. Catalogue of Life och IUCN räknar några arter som listas här till släktena Galagoides och Sciurocheirus.[5][6]
  - Galago senegalensis
  - Galago moholi
  - Galago gallarum
  - Galago matschiei
  - Galago alleni
  - Galago cameronensis
  - Galago gabonensis
  - Galago zanzibaricus
  - Galago granti
  - Galago nyasae
  - Galago orinus
  - Galago rondoensis
  - Galago demidoff
  - Galago thomasi
- Otolemur, har en yvig svans och är de största medlemmarna i familjen.
  - Otolemur crassicaudatus
  - Otolemur garnettii
  - Otolemur monteiri
- klogalagoer (Euoticus), har speciella naglar vid handen.
  - Euoticus pallidus
  - Euoticus elegantulus